# Öskü
Öskü is een plaats (község) en gemeente in het Hongaarse comitaat Veszprém. Öskü telt 2328 inwoners (2001).